# Служба зовнішньої розвідки України
Слу́жба зо́внішньої ро́звідки Украї́ни (СЗР) — створена в 2004 році на базі Департаменту розвідки і розвідпідрозділів регіональних органів Служби безпеки України для здійснення розвідувальної діяльності в політичній, економічній, військово-технічній, науково-технологічній, інформаційній і екологічній сферах, участі у боротьбі з міжнародною організованою злочинністю, тероризмом, забезпечення безпеки установ і громадян України за кордоном.
Керівник СЗР входить до складу Ради національної безпеки і оборони України і підпорядковується безпосередньо Президентові України.

## Історія
24 січня 1919 року, за часів Директорії Української Народної Республіки, було створено перший підрозділ загальнодержавної зовнішньої розвідки для проведення розвідувальної роботи щодо активно діючих проти УНР ворогів, а також стосовно країн — потенційних супротивників і можливих союзників.

### Після відновлення незалежності
14 жовтня 2004 року Президент України Леонід Кучма підписав Указ «Про Службу зовнішньої розвідки України», в якому йшлося про утворення на базі Департаменту розвідки та розвідувальних підрозділів регіональних органів Служби безпеки України Службу зовнішньої розвідки України як спеціального державного органу. Іншим Указом від того ж числа, Леонід Кучма призначав Головою новоствореної служби Олега Синянського.
21 жовтня 2004 року Комітет Верховної Ради України з питань національної безпеки і оборони схвалив проєкт Закону про Службу зовнішньої розвідки (СЗР), внесений президентом України Леонідом Кучмою, який одночасно підписав Указ про створення СЗР.
Першому керівникові СЗР України Олегу Синянському в 2004 році виповнилося 34 роки. У 1992 році він закінчив Військовий інститут іноземних мов в Москві, володіє англійською, арабською мовами та івритом. У 1992—1994 працював перекладачем в Міністерстві оборони, з 1995 року — в МЗС України, після чого — в президентській адміністрації. Олег Синянський пробув на посаді голови Служби зовнішньої розвідки України до квітня 2005 р.
З квітня 2005 р. до червня 2010 р. цю організацію очолював Микола Маломуж.
18 червня 2010 року указом Президента України № 703/20 Головою Служби зовнішньої розвідки України призначено Ілляшова Григорія Олексійовича.
З 27 лютого 2014 р. до червня 2016 р. Головою Служби зовнішньої розвідки України був Гвоздь Віктор Іванович.
|                                     |  |  |
| Пам'ятна монета НБУ присвячена СЗРУ |  |  |

19 жовтня 2018 року Секретар Ради національної безпеки і оборони України Олександр Турчинов взяв участь у церемонії закладання фундаменту першої будівлі оновленої штаб-квартири української зовнішньої розвідки.

## Структура
- Апарат управління Служби зовнішньої розвідки України
- Підрозділи агентурної розвідки
- Підрозділ технічної розвідки
- Інформаційно-аналітичний підрозділ
- Підрозділ протидії зовнішнім загрозам національної безпеки держави
- Оперативно-технічний підрозділ
- Підрозділ власної безпеки
- Підрозділи забезпечення
- Академія зовнішньої розвідки (заклад ліквідовано 5 листопада 2021 року)

## Керівники

### Керівники розвідорганів Гетьманщини
- 1648—1654: Лаврін Капуста, очільник козацької розвідки Богдана Хмельницького[7]

### Керівники розвідорганів Української Народної Республіки
- 1918—1918: Кущ Віктор Максимович, начальник відділу 1-го квартирмейстерства (розвідка) Генерального штабу УД
- 1919—1919: Колосовський Володимир Васильович, начальник розвідочного відділ військової розвідки УД, УНР.[8]
- 1919—1919: Ткачук А., начальник відділу закордонної інформації політичного департаменту МВС УНР
- 1919—1919: Ліпко Петро Іванович, начальник Розвідочної управи Генерального штабу Армії УНР
- 1919—1919: Грецов (Греців) Сергій Сергійович, начальник Розвідочної управи Генерального штабу Збройних сил УНР.
- 1919—1920: Снігірів Борис Євгенович, начальник Розвідочної управи Генерального штабу Збройних сил УНР[9]
- 1919—1920: Родіон Ковальський, начальник розвідчого відділу Української Галицької Армії (УГА).[10]
- 1920—1920: Кузьмінський Олександр Хомич, начальник Розвідочної управи Генерального штабу Збройних сил УНР
- 1920—1921: Красовський Микола Олександрович, начальник ІНФІБРО Армії УНР.
- 1921—1927: Кузьмінський Олександр Хомич, начальник Розвідувального відділу Партизансько-Повстанського Штабу ДЦ УНР.
- 1927—1934: Недайкаша Василь Донатович, першого (розвідувального) сектора ІІ секції Генштабу Військового міністерства ДЦ УНР.
- 1934—1936: Шевченко Володимир Якович, начальник розвідки й контррозвідки Державного центру УНР.

### Керівники розвідорганів України
Головне управління розвідки СБУ:
- 1991—1992: Ковтун Георгій Кирилович[11]
- 1993—1995: Шарков Олександр Костянтинович[11]
- 1995—1998: Абрамов В'ячеслав Володимирович[11]
- 1999—2000: Рожен Леонід Миколайович[11]
- 2000—2003: Черевань Олександр Вікторович[11]
- 2003—2003: в.о. Копка Петро Миколайович[11]

Служба зовнішньої розвідки України:
- 2003—2005: Синянський Олег Григорович[11]
- 2005—2005: в.о. Чорнозуб Валерій Петрович[11]
- 2005—2010: Маломуж Микола Григорович[11]
- 2010—2014: Ілляшов Григорій Олексійович[11]
- 2014—2016: Гвоздь Віктор Іванович[11]
- 2016—2017: т.в.о. Разінков Ігор Прокопович[12]
- 2017—13.03.2019: Божок Єгор Валерійович[13][14]
- 16.03—11.06.2019: т.в.о. Алєксєєнко Андрій Вікторович[15][16][17]
- 11.06—11.09.2019: Бухарєв Владислав Вікторович[18][19]
- 20.09.2019—5.06.2020: Євдокимов Валерій Володимирович[20]
- 5.06.2020—23.07.2021: Кондратюк Валерій Віталійович[21]
- 23.07.2021—26.03.2024: Литвиненко Олександр Валерійович[22][23]
- з 26.03.2024: Іващенко Олег Іванович[24][25]

## Ветерани СЗРУ
- Василь Верещака[26]
- Боржинський Федір Кіндратович
- Тютюнник Юрій Йосипович
- Змієнко Всеволод Юхимович
- Святогоров Олександр Пантелеймонович
- Хілько Федір Ілліч
- Савченко Сергій Романович
- Кудря Іван Данилович
- М'якушко Василь Омелянович
- Дунайський Ігор Іванович
- Литвиненко Іван Данилович[27]
- Березняк Євген Степанович[28]
- Басараб Ольга Михайлівна[29]
- Глущенко Микола Петрович[30]
- Змієнко Всеволод Юхимович[31]
- Шарков Олександр Костянтинович[32]
- Руденко Григорій Матвійович[33]
- Хижняк Ігор Володимирович[34]
- Спірін Павло Олександрович[35]
- Логінов Борис Ілліч[36]
- Лобачов Геннадій Сергійович[37]
- Ільченко Василь Олексійович[38]
- Бердніков Володимир Федорович[39]
- Баронін Анатолій Вікторович[40]
- Побережник Семен Якович[41]
- Неєжмаков Анатолій Васильович[42]
- Семенов Семен Маркович[43]
- Лобачов Геннадій Сергійович[37]
- Койнов Віталій Дмитрович[44]
- Бейм Борис Ісаакович[45]
- Іван Вислоцький[46]
- Дьомін Валентин Сергійович[47]
- Баронін Анатолій Вікторович[48]
- Захараш Дмитро Петрович[49]
- Калін Юрій Михайлович[50]
- Богомазов Костянтин Пантелеймонович[51]
- Міцкевич Євген Петрович[52]
- Зарубіна Єлизавета Юліївна[53]

## Навчальні заклади
Служба зовнішньої розвідки України має власну систему професійної підготовки співробітників. Зокрема, відповідно до розпорядження Кабінету Міністрів України від 23 травня 2007 року № 310-р утворено Інститут Служби зовнішньої розвідки України, як відомчий вищий навчальний заклад, що здійснює згідно з державним замовленням підготовку, перепідготовку та підвищення кваліфікації співробітників Служби зовнішньої розвідки України.
Навчальний процес в Інституті організований з урахуванням вимог Законів України «Про освіту» та «Про вищу освіту», нормативно-правових актів Кабінету Міністрів України, Міністерства освіти і науки, молоді та спорту України, інструкцій та наказів Голови Служби зовнішньої розвідки України.
Основними напрямами освітньої діяльності Інституту є: підготовка фахівців освітньо-кваліфікаційного рівня «магістр» за спеціальностями «Агентурна розвідка» та «Технічна розвідка»; перепідготовка та підвищення кваліфікації керівного, оперативного і оперативно-технічного складу.

### Ліквідація закладу
5 листопада 2021 року Кабінет Міністрів України Розпорядженням №- 1407-р ліквідував Академію зовнішньої розвідки України.
Замість Академії зовнішньої розвідки, в рамках вдосконалення системи кадрового забезпечення, 22 листопада 2021 року створено Тренінговий центр для формування знань і навичок, необхідних для виконання завдань, поставлених перед розвідкою.

## Традиції

### Символіка
2019 року СЗР отримала нову емблему. Емблема мала вигляд рівностороннього золотого лілейного хреста, стилізованого як троянда вітрів. Поверх нього в центрі емблеми — зображення малого державного герба України. Під лілейним хрестом півколом розміщено золоту стрічку з девізом «Omnia Vincit Veritas» (з латини — «Істина перемагає все»).

Наприкінці 2024 року у СЗР змінилася емблема. Емблемою став графітово-сірий прямий рівносторонній хрест із розбіжними сторонами, облямований двома срібними пружками. У центрі хреста — синій круглий медальйон із зображенням «Знака Княжої Держави Володимира Великого». Медальйон має дві срібні пружки, між якими на графітово-сірому тлі міститься напис по колу "Omnia vincit veritas, що означає «Істина перемагає все» і декоративна крапка. Також між сторонами хреста зображено три схрещені стріли вістрями вгору та ключа борідкою донизу. частина ключа стилізована у вигляді QR-коду офіційного вебсайту Служби зовнішньої розвідки України. Зображення «Знака Княжої Держави Володимира Великого», стріл, ключа, а також літери напису і крапка — золоті. Прапором затвердили прямокутне полотнище графітово-сірого кольору зі співвідношенням ширини до довжини 2:3. У верхній лівій чверті прапора розташовано дві рівновеликі горизонтальні смуги синього та жовтого кольорів. У центрі вільного краю полотнища знаходиться емблема Служби зовнішньої розвідки України.

2003—2019
2019—2024
з 2024

### Відомчі заохочувальні відзнаки

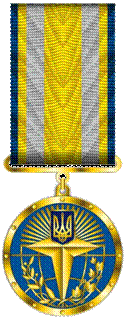
25 років сумлінної служби
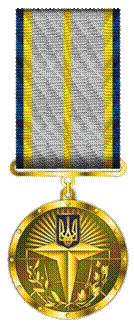
20 років сумлінної служби
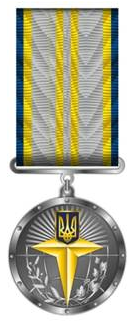
15 років сумлінної служби
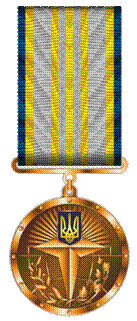
10 років сумлінної служби

Повний перелік нагород СЗР України був затверджений Указом Президента України від 30 травня 2012 року № 365.

## Державне святкування
З 2018 року 24 січня в державі встановлено День зовнішньої розвідки України.